# Геруланос, Павлос
Павлос Геруланос (греч. Παύλος Γερουλάνος, 1966, Афины) — греческий политик, с 2009 до 2012 годы занимал пост министра культуры и туризма Греции.

## Биография
Павлос Геруланос родился в 1966 году в Афинах в семье греческого предпринимателя Мариноса Геруланоса. Женат и имеет двух дочерей.
Павлос Геруланос изучал историю в Уильямс-колледже в Уильямстауне, Массачусетс, США. Впоследствии учился в школе государственного управления при Гарвардском университете, а также изучал деловое администрирование в Массачусетском технологическом институте.
До и во время учебы работал в качестве финансового директора в Photoelectron Corporation, а также банках Alpha Finance и Barclays. Он был помощником Гревиля Джаннера, лейбориста, члена Британского парламента, во время избирательной кампании. Стал одним из основателей Hellenic Resources Institute в США.
После возвращения в Грецию работал финансовым директором «Ιχθυοτροφεία Κεφαλονιάς» (дословно «Ихтиофермы Кефалонии») в Кефалонии, руководил планом реорганизации компании в период с 1994 по 1998 год. В период 1999—2004 годов последовательно стал специальным помощником министра иностранных дел Йоргоса Папандреу по организации и координации и Генеральным секретарем по делам греков зарубежья (см. Совет греков зарубежья).
С 2004 по 2006 годы был директором по управлению персоналом в компании Egon Zehnder International. В январе 2006 года, после проведения восьмого съезда партии, назначен помощником лидера ПАСОК Йоргоса Папандреу. С марта 2008 года работал секретарем Департамента коммуникаций ПАСОК.
7 октября 2009 года назначен министром культуры и туризма Греции. Однако, после того, как 17 февраля 2012 года ограбили Археологический музей Олимпии, Геруланос в тот же день подал в отставку. Тогдашний премьер-министр Лукас Пападимос её принял. Преемником Геруланоса стал Йоргос Никитиадис.